# El ruiseñor
El ruiseñor (Nattergalen) es un cuento de hadas del escritor y poeta danés Hans Christian Andersen, famoso por sus cuentos para niños. Trata sobre un emperador que prefiere el tintineo de un lujoso pájaro mecánico al canto de un ruiseñor de carne y hueso; pero cuando se acerca la muerte del emperador, el ruiseñor le devuelve la salud.
El cuento fue publicado por primera vez el 11 de noviembre de 1843, con otros tres cuentos de Andersen en Copenhague (Dinamarca) con gran éxito. Fue incluido en la colección de Cuentos nuevos. Primer tomo. Primera colección. 1844 (Nye Eventyr. Første Bind. Første Samling. 1844.). Este cuento es el n.º 23 de la colección de Andersen.

## Trama
El Emperador de China se entera de una de las cosas más bellas de su imperio es el canto de un ruiseñor. Cuando ordena que le traigan el ruiseñor, una criada de la cocina —la única en la corte que conoce su paradero— lleva a la corte a un bosque cercano, donde el ruiseñor accede a acompañarlos para cantar ante el emperador. Este queda sumamente impresionado y el ruiseñor permanece como favorito.
Sin embargo, tiempo después el emperador recibe un regalo sorprendente, una lujosa ave mecánica que imita a la perfección el sonido del ruiseñor; así, pierde el interés por él y le permite regresar a su hábitat. Con el paso del tiempo, el pájaro mecánico finalmente se descompone y el Emperador enferma de muerte unos años más tarde. En cuanto el verdadero ruiseñor se entera, regresa al palacio; la «Muerte» o el diablo  exterminador, conmovida/o por el bello canto del ruiseñor, permite vivir al emperador.

## Creación y publicación
Según la entrada del diario de Andersen del 11 de octubre de 1843, El Ruiseñor fue escrito en un solo día y se inició en los jardines Tivoli, un parque de diversiones y placer de Copenhague inspirado en un jardín chino que se abrió en el verano de 1843. Durante su vida, Andersen viajó pero no más al este de Copenhague que Atenas y Estambul. Su experiencia con China se limitó a la moda europea chinoiserie, un estilo decorativo popular desde el siglo XVII al XIX.  
El cuento fue publicado por primera vez por C.A. Reitzel en Copenhague el 11 de noviembre de 1843 en la colección Nuevos cuentos de hadas. Primer Tomo. Colección Primera. 1844 (Nye Eventyr. Første Bind. Første Samling. 1844.). El Ruiseñor se publicó junto a otros tres cuentos —uno de ellos El patito feo (Den Grimme Ælling)—. El ruiseñor recibió críticas muy positivas y fue muy bien acogido, conduciendo a Andersen al éxito y la popularidad.
El ruiseñor fue reeditado el 18 de diciembre de 1849 en la colección Cuentos de hadas. 1850. (Eventyr. 1850.) y de nuevo el 15 de diciembre de 1862 en Cuentos e historias de hadas. Primer tomo. 1862 (Eventyr og Historier. Første Bind. 1862).

## Jenny Lind

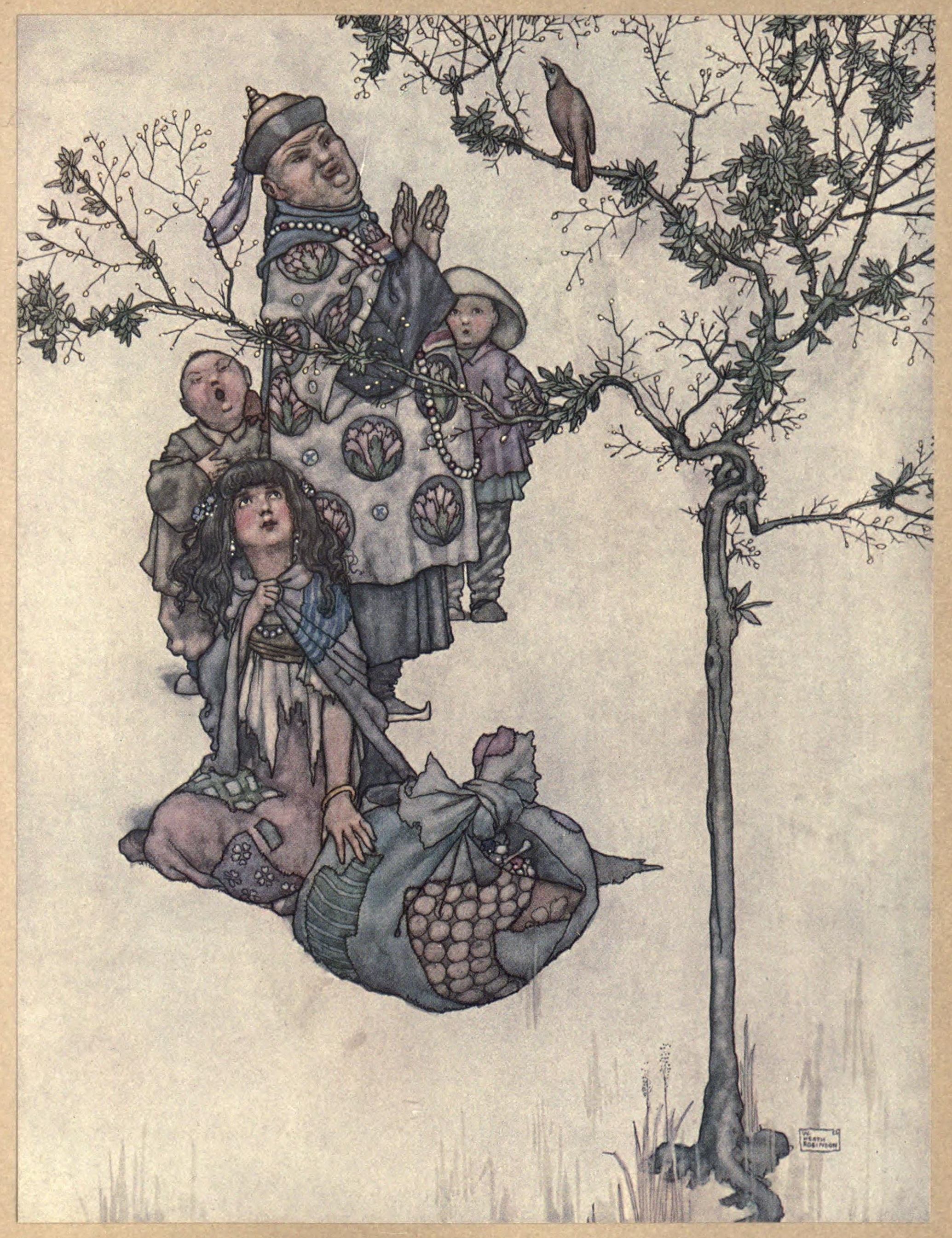
Y entonces el ruiseñor comenzó a cantar. Ilustración de W. Heath Robinson (1872-1944) para una edición británica de 1913.

Andersen conoció a la cantante de ópera sueca Jenny Lind (1820–1887) en 1840 y experimentó un amor inmediato por la cantante; amor que nunca fue correspondido. Lind prefería una relación platónica con Andersen y le escribió en 1844: «Dios bendiga y proteja a mi hermano es el sincero deseo de su afectuosa hermana». Jenny era la hija ilegítima de una maestra de escuela; a los dieciocho años se impuso como cantante por su poderosa voz de soprano. "El ruiseñor" de Andersen se considera un tributo a la cantante.
Andersen en su autobiografía La verdadera historia de mi vida, publicada en 1847, escribió:

A través de Jenny Lind, me di cuenta por primera vez de la santidad del arte. A través de ella aprendí que uno debe olvidarse de sí mismo al servicio del Supremo. Ningún libro ni ningún hombre ha tenido una influencia más ennoblecedora sobre mí como poeta que Jenny Lind.

El cuento de El ruiseñor propició que Jenny Lind fuera conocida como «el ruiseñor sueco» mucho antes de convertirse en estrella internacional y rica filántropa, tanto en Europa como en Estados Unidos. Aunque pueda parecer extraño, la historia del ruiseñor se hizo realidad para Jenny Lind en 1848-1849, cuando se enamoró del compositor polaco Frédéric Chopin (1810-1849). Sus cartas revelan que se sentía «mejor» cuando Jenny cantaba para él. Además, Jenny Lind organizó un concierto en Londres con el objetivo de recaudar fondos a beneficio de un hospital para tuberculosos.

## Adaptaciones

### Cine
- 1927: El ruiseñor chino (Die chinesische Nachtigall), corto de animación con siluetas mudo y en blanco y negro, dirigido por Lotte Reiniger.
- 1935: El ruiseñor chino (The Chinese Nightingale), película de animación producida por Hugh Harman y Rudolph Ising para la Metro-Goldwyn-Mayer.
- 1955: El ruiseñor del emperador (Císařův slavík), película mixta de animación de muñecos y de imagen real dirigida por Jiří Trnka. En un doblaje estadounidense, la voz del narrador es la de Boris Karloff.

### Ópera y ballet
- La ópera El ruiseñor (Le rossignol, en francés) de Ígor Stravinski (1914).
- El poema sinfónico El canto del ruiseñor, del mismo Stravinski; es una versión para orquesta de la ópera anterior (1917). Esta partitura acompañó a un ballet presentado en 1920 por los Ballets Rusos de Diáguilev con decorados de Matisse y  coreografía de Léonide Massine.[8]

## Galería
|                                                               |
| Incluso el pobre pescador... se quedó quieto para escucharlo. |

|                                                                                       |
| ¿Será posible? —dijo el chambelán— Nunca pensé que fuera así. Parece bastante vulgar. |

| |
| Las damas se metieron un poco de agua en la boca para hacer el mismo gorjeo, pensando así emular al ruiseñor. |

|                                                                            |
| El maestro de música escribió veinticinco volúmenes sobre el ave mecánica. |

|                                                                            |
| Hasta la misma Muerte escuchó la canción y dijo: «Sigue, ruiseñor, sigue». |